# Hecateo de Cardia
Hecateo de Cardia (en griego antiguo: Ἑκαταῖος) fue un tirano de la ciudad griega de Cardia en el Quersoneso Tracio del siglo IV a. C. durante las conquistas de Alejandro Magno.

## Biografía
Hecateo fue puesto a al frente del gobierno de Cardia en el año 342 a. C. por el rey macedonio Filipo II que acababa de sumar la ciudad a su causa después de la campaña militar del general ateniense Diopites. Hecateo era enemigo de la familia de Eumenes de Cardia, lo que explica que el futuro canciller de Alejandro pasase su juventud en Macedonia. En el 322 a. C., Antipatro, sitiado en Lamía, polis de Tesalia — episodio de la Guerra Lamiaca —, confió a Hecateo una embajada ante Leonato para que le enviase refuerzos.
Tras la muerte de Alejandro en el 323 a. C., el Quersoneso cayó en manos de Lisímaco que hizo destruir Cardia en el 309 para fundar sobre ella Lisimaquia. Los últimos acontecimientos de la carrera de Hecateo no se conocen.